# Боз-Чычкан
Боз-Чычкан (кирг. Боз-Чычкан) — село в Сузакском районе Джалал-Абадской области Кыргызстана. Входит в состав Барпынского айылного аймака.

## География
Село расположено в юго-восточной части области, на правом берегу реки Чангет, на расстоянии приблизительно 14 километров (по прямой) к востоку от села Сузак, административного центра района. Абсолютная высота — 809 метров над уровнем моря.

## Население
Согласно оценочным данным Национального статистического комитета Кыргызской Республики, численность населения села на начало 2023 года составляла 1697 человек.
| год     | 2009 | 2014 | 2015 | 2020 | 2021 | 2023 |
| ------- | ---- | ---- | ---- | ---- | ---- | ---- |
| человек | 1362 | 1293 | 1337 | 1618 | 1644 | 1697 |